# مارچوبه کوهی
مارچوبه کوهی (نام علمی: Asparagus scandens) نام یک گونه از تیره مارچوبگان است.